# Honda NSR 500 V2
La NSR 500 V2 (o anche semplicemente NSR 500 V) è un prototipo di motocicletta da competizione realizzata dalla casa motociclistica giapponese Honda dal 1996 al 2001, per gareggiare nella classe 500 del motomondiale.
È stata sviluppata dal reparto corse HRC parallelamente al modello NSR 500.

## Descrizione

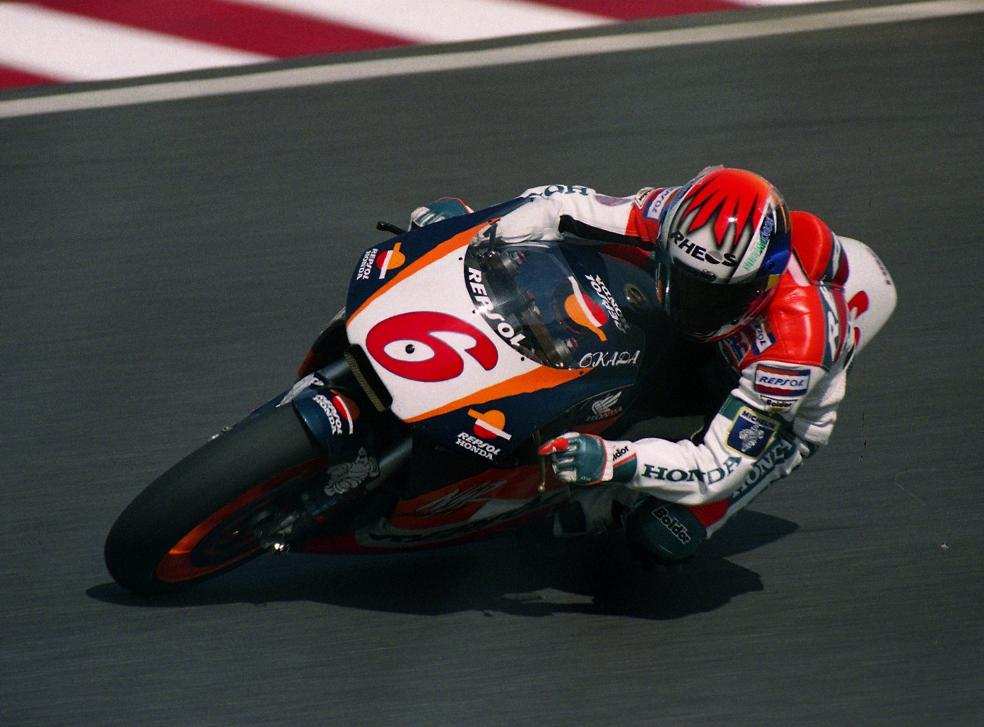
Tadayuki Okada su NSR 500 V2 al Gran Premio del Giappone 1996

Per quanto derivata dallo stesso progetto della NSR 500, si differenzia da essa per l'architettura del propulsore, quadricilindrico nella versione originale, bicilindrico nella "V2". Sempre peraltro nella configurazione a V e opportunamente rivisto, questo motore è meno potente di circa 40/50 cv rispetto al V4; d'altra parte permette alla moto di essere più leggera, migliorando maneggevolezza e guidabilità.
A detta dell'allora responsabile di Aprilia Racing, Carlo Pernat, la Honda mise in cantiere la "V2" prettamente per motivi commerciali, come risposta al possibile exploit — poi non verificatosi — dell'Aprilia RSW-2 500, che nel 1994 aveva portato in pista per prima un simile concetto tecnico: secondo Pernat, infatti, l'eventuale successo della bicilindrica italiana tra le mezzo litro avrebbe potuto indirizzare vari team clienti verso la casa di Noale per una fornitura, abbandonando il marchio giapponese che non aveva disponibili proposte a due cilindri.
È stata portata per la prima volta in gara nella stagione 1996 guidata dai due piloti giapponesi del team Repsol Honda, Tadayuki Okada e Shin'ichi Itō, che si sono piazzati rispettivamente al 7º e al 12º posto in classifica. Il debutto fu addirittura eclatante, con l'ottenimento della pole position nel primo Gran Premio dell'anno in Malesia, mentre il miglior risultato stagionale fu il secondo posto, sempre di Okada, in occasione del Gran Premio d'Australia corso a Eastern Creek.
Dall'anno successivo è stata resa disponibile anche ai privati ed è stata utilizzata, tra gli altri, dal neonato Team Gresini con Alex Barros. Tra i migliori risultati della "V2" si ricordano quelli ottenuti da Sete Gibernau, il quale nella stagione 1998 conquistò il terzo posto in occasione del Gran Premio di Madrid; l'anno seguente arrivò nella stessa posizione anche nel Gran Premio di Spagna corso a Jerez de la Frontera.
Alcuni esemplari di "V2" furono alla partenza dei Gran Premi fino alla stagione 2001, al termine del quale la classe 500 venne soppressa e sostituita dalla MotoGP.